# Eduard Friedrich Eversmann
Eduard Friedrich von Eversmann, född den 23 januari 1794 i Wehringhausen, död den 14 april 1860 i Kazan, var en tysk botaniker, entomolog och upptäcktsresande. Han har fått ett flertal arter uppkallade efter sig, bland andra Parnassius eversmanni och Crossobamon eversmanni. 
Auktorsnamnet Eversm. kan användas för Eduard Friedrich Eversmann i samband med ett vetenskapligt namn inom botaniken; se Wikipediaartiklar som länkar till auktorsnamnet.